# Perqué (poesía)
El perqué (del italiano perché,”por qué”, aunque también se ha propuesto un origen provenzal o catalán) es una composición poética formada por un número indeterminado de dísticos octosílabos, colocados de forma que el segundo verso de cada pareado se enlaza sintácticamente con el primer verso del siguiente, dando lugar a una rima encadenada: ab: bc: cd; de, etc.
El primer pareado va precedido de una redondilla o quintilla. Estos poemas se caracterizan por el empleo de la pregunta ¿Por qué? Y a veces la repuesta “porque”, de aquí su nombre.

## Historia
El primer perqué conocido se encuentra en el Cancionero de Palacio, su autor es don Diego Hurtado de Mendoza, va precedido de una quintilla, y su último verso enlaza con el primer pareado.  Como podemos ver en el siguiente ejemplo, cada pareja de versos contrapuestos es una pregunta que empieza con la misma expresión interrogativa: 
Pues no quiero andar en corte
nin lo tengo por deseo
quiero fer un devaneo
con que haya algún deporte
y qualque consolación:
¿Por qué en el lugar de Arcos
no usan de confesión?
¿Por qué las dis[putación]
faze pro a las devegadas?
¿Por qué mandan los vicarios
ir frayres de dos en dos?...

En las quejas de amor, aparece con frecuencia como diálogo de preguntas y respuestas entre el enamorado y la dama como en alguno de Juan del Encina. Ya en el siglo XVII, el perché tendrá un carácter satírico, se conocía con el nombre de “aquelindo” y se cantaba con acompañamiento de guitarra.
Como peculiaridades, en el Rufián dichoso, Cervantes introduce uno precedido de una redondilla. Lope, sin embargo,  suprimirá la redondilla, convirtiéndolo en dísticos inversos y lo empleará en monólogos.
Ya en el siglo XX, reaparecerá de la mano de la poetisa mexicana Guadalupe Amor, sustituyendo el endecasílabo al viejo octosílabo.